# Liste ehemaliger Brauereien in Nordrhein-Westfalen
Diese Liste soll möglichst alle ehemaligen Brauereien in Nordrhein-Westfalen enthalten, die ab dem Jahr 1951 geschlossen wurden. Als Brauereien sind die Braustätten aufgeführt.
| Braustätte                                       | Ort                     | von  | bis  | Bemerkung |
| ------------------------------------------------ | ----------------------- | ---- | ---- | --- |
| Brauerei Degraa                                  | Aachen                  | 1821 | 1989 | 1989 Übernahme durch Stern-Brauerei Carl Funke AG – Essen |
| Walfisch Brauerei                                | Aachen                  | 1490 | 1969 | |
| Aachener Bürgerbräu Peter Wiertz                 | Aachen                  | 1481 | 1973 | |
| Aachener Exportbier-Brauerei                     | Aachen-Rothe Erde       | 1871 | 1920 | die 1886 gegründete Filiale in Valkenburg aan de Geul wurde 1921 nach der Aachener Liquidation als Brauerei De Leeuw selbstständig weitergeführt |
| Aachener Karlsbräu-Brauerei Decker               | Aachen-Burtscheid       | 1878 | 1973 | |
| Brauerei Klinkenberg                             | Aachen-Haaren           | 1852 | 1985 | |
| Abteibräu                                        | Aachen-Kornelimünster   | 1839 | 1970 | |
| Löwenbrauerei Höynck & Co                        | Arnsberg                | 1775 | 1971 | 1969 Übernahme durch Dortmunder Ritterbrauerei |
| Oeventroper Brauerei Joseph Berens               | Arnsberg-Oeventrop      | 1786 | 1971 | |
| Brauerei Lohöfer                                 | Bad Sassendorf          | 1850 | 1971 | |
| Brauerei Peter Schopen                           | Bedburg                 | 1839 | 1978 | Lohnsud bis 2011 in der Sünner-Brauerei - Köln-Kalk |
| Brauerei-Lüpges                                  | Bedburg-Königshoven     | 1826 | 1977 | |
| Römer Kölsch Brauerei / Römerbrauerei            | Bergheim-Thorr          | 1755 | 1986 | 1981 Übernahme durch Dortmunder Actien-Brauerei Lohnsud bis 2003 bei Brauerei Sester, Bergische Löwen-Brauerei |
| Hirschbrauerei Tangerding                        | Bocholt-Stenern         | 1896 | 1986 | |
| Schlegel-Scharpenseel-Brauerei                   | Bochum                  | 1854 | 1980 | 1971 Übernahme durch Dortmunder Union Brauerei AG 1972 Dortmunder Union-Schultheiss Brauerei AG |
| Brauerei Müser                                   | Bochum-Langendreer      | 1806 | 1975 | 1960 Übernahme durch Schultheiss Brauerei AG Berlin 1972 Dortmunder Union-Schultheiss Brauerei AG |
| Kurfürsten Brauerei                              | Bonn                    | 1897 | 1992 | 1952 Übernahme durch Dortmunder Union Brauerei AG 1972 Dortmunder Union-Schultheiss Brauerei AG 1988 Brau und Brunnen Die Produktion erfolgte weiter in Köln bis 2011 |
| Oberkassler Brauerei                             | Bonn-Oberkassel         | 1876 | 1983 | |
| Westfalia Brauerei B.Jansen                      | Bottrop                 | 1874 | 1971 | |
| Sieg Rheinische Germania Brauerei AG             | Bornheim-Hersel         | 1864 | 1990 | Inhaber Schlossbrauerei Neunkirchen 1990 Übernahme durch Brau und Brunnen |
| Gießler Brauerei                                 | Brühl                   | 1863 | 1998 | 1998 Übernahme durch Stern-Brauerei Carl Funke AG - Essen 1998 umbenannt in Dom-Brauerei - Köln Fortführung der Produktion in folgenden Braustätten: - bis 2006 Dom-Brauerei - Köln - bis 2013 Erzquell Brauerei - Bielstein - bis 2021 Haus-Kölscher Brautradition - Köln                                                        |
| Brauerei Falkenkrug                              | Detmold-Spork-Eichholz  | 1672 | 1972 | Übernahme an Herforder Brauerei |
| Brauhaus zur Garde                               | Dormagen                | 1828 | 2000 | Lohnsud in der Gaffel-Brauerei in Köln-Porz |
| Rose Brauerei                                    | Dorsten                 | 1879 | 1991 | |
| Brauerei Thier                                   | Dortmund                | 1854 | 1996 | 1992 Übernahme durch Dortmunder Kronenbrauerei. 1996 Übernahme durch Dortmunder Actien-Brauerei Die Produktion erfolgt weiter in der Dortmunder Actien-Brauerei -Radeberger Gruppe |
| Dortmunder Union                                 | Dortmund                | 1872 | 1994 | 1972 Zusammenschluss mit Schultheiss-Brauerei AG Berlin, 1972 Umbenannt in Dortmunder Union-Schultheiss Brauerei AG 1988 Brau und Brunnen Fortführung der Produktion bis 2006 in der Brauerei Brinkhoff ab 2006 in der Dortmunder Actien-Brauerei - Radeberger Gruppe                                                             |
| Dortmunder Ritter-Brauerei                       | Dortmund-Lütgendortmund | 1969 | 2006 | 1994 Übernahme durch Dortmunder Union-Schultheiss Brauerei AG 1995 Umbenannt in Dortmunder-Union Ritter Brauerei 1988 Brau und Brunnen 2002 Umbenannt in Brauerei Brinkhoff GmbH 2004 Übernahme durch Radeberger-Gruppe Produktion erfolgt weiter in der Dortmunder Actien-Brauerei - Radeberger Gruppe                           |
| Dortmunder Ritter Brauerei (Rheinische Straße)   | Dortmund                | 1889 | 1969 | Produktionsverlagerung nach Dortmund-Lütgendortmund |
| Stifts Brauerei                                  | Dortmund-Hörde          | 1867 | 1997 | 1987 Übernahme durch Dortmunder Kronen Brauerei 1996 Übernahme durch Dortmunder Actien-Brauerei Die Produktion erfolgt weiter in der Dortmunder Actien-Brauerei -Radeberger Gruppe |
| Dortmunder Kronen Brauerei                       | Dortmund                | 1729 | 2000 | 1996 Übernahme durch Dortmunder Actien-Brauerei Die Produktion erfolgt weiter in der Dortmunder Actien-Brauerei -Radeberger Gruppe |
| Dortmunder Actien-Brauerei ( Rheinische Straße ) | Dortmund                | 1868 | 1982 | Produktionsverlagerung auf dem Gelände der ehemaligen Hansa-Brauerei |
| Dortmunder Bergmann Brauerei                     | Dortmund                | 1796 | 1972 | 1969 Übernahme durch Schultheiss Brauerei AG Berlin |
| Brauerei Böllert                                 | Duisburg                | 1840 | 1952 | 1946 Übernahme durch Stern-Brauerei Carl Funke AG - Essen |
| Rheingold Brauerei                               | Duisburg-Rheinhausen    | 1826 | 1986 | 1984 - Übernahme durch Stauder Brauerei - Essen |
| Brauerei Frankenheim                             | Düsseldorf              | 1873 | 1991 | Die Braustätte wurde 1991 nach Neuss-Holzheim verlegt. |
| Brauerei Möhker                                  | Düsseldorf-Hamm         | 1830 | 1968 | |
| Brauerei Zur Uel                                 | Düsseldorf              | 1868 | 1962 | |
| Brauerei Gatzweiler                              | Düsseldorf              | 1963 | 1999 | Die Produktion erfolgt weiter durch die Bolten-Brauerei |
| Brauerei Schlösser                               | Düsseldorf-Altstadt     | 1873 | 1972 | 1932 Übernahme durch Schwabenbräu - Düsseldorf 1969 Umbenannt zum "Düsseldorfer Brauhaus" 1970 Dortmunder Union Brauerei AG 1972 Dortmunder Union-Schultheiss Brauerei AG 1972 Produktionsverlagerung zu Schwabenbräu - Düsseldorf                                                                                                |
| Schwabenbräu                                     | Düsseldorf              | 1854 | 2002 | 1969 Fusion mit Dietrich-Hoefel-Brauerei 1969 Umbenannt zum "Düsseldorfer Brauhaus" 1970 Übernahme durch Dortmunder Union Brauerei AG 1972 Dortmunder Union-Schultheiss Brauerei AG 1974 umbenannt in Brauerei Schlösser 1988 Brau und Brunnen Die Produktion erfolgt weiter in der Dortmunder Actien-Brauerei -Radeberger Gruppe |
| Hirschbrauerei AG                                | Düsseldorf              | 1897 | 1974 | 1974 Aktienmehrheit durch Königsbacher-Brauerei Koblenz, bis 1996 Lohnbrau bei Schlösser - Düsseldorf bis 2003 Produktion in Monheimer-Brauerei |
| Dietrich-Hoefel Brauerei                         | Düsseldorf              | 1868 | 1972 | 1969 Fusion mit der Schwabenbräu 1969 Umbenannt zum "Düsseldorfer Brauhaus" 1970 Dortmunder Union Brauerei AG |
| Brauerei Carl Bremer                             | Essen                   | ?    | 1961 | Übernahme durch Stern Brauerei |
| Stern Brauerei Carl Funke                        | Essen                   | 1872 | 1989 | Produktion der Marke in Stauder-Brauerei - Essen |
| Essener Kronen Brauerei AG                       | Essen                   | 1906 | 1983 | 1932 Übernahme durch Stern-Brauerei Carl Funke AG - Essen |
| Rheinische Bürger Brauerei                       | Euskirchen              | 1896 | 1976 | 1973 - Übernahme durch Fam. Harzheim Fortführung der Produktion in folgenden Braustätten: - bis 2000 Brauhaus zur Garde - Dormagen - bis 2010 Lohnsud durch Gaffel Brauerei - Köln - bis 2010 Lohnsud durch Sünner-Brauerei - Köln                                                                                                |
| Löwenbrauerei Schroers                           | Euskirchen              | 1879 | 1974 | 1974 - Übernahme durch Schultheiss - Brauerei Weissenthurm - bis 1996 Lohnsud durch Gießler Brauerei - Brühl |
| Privatbrauerei Robert Metzmacher                 | Frechen                 | 1879 | 1994 | 1994 Übernahme durch Stern-Brauerei Carl Funke AG - Essen. Fortführung der Produktion der Marke Rats-Kölsch wird in folgenden Braustätten: - bis 2006 Dom-Brauerei - Köln - bis 2013 Erzquell Brauerei - Bielstein - bis 2021 Haus-Kölscher Brautradition - Köln                                                                  |
| Brauerei Hintermeier (Hüchelner Brauhaus)        | Frechen-Hücheln         | 1949 | 2017 | |
| Brauerei Aengenheyster                           | Geldern-Kapellen        | 1876 | 1970 | |
| Glückauf Brauerei                                | Gelsenkirchen           | 1887 | 1980 | 1931 Übernahme durch Dortmunder Ritterbrauerei 1971 Beherrschungsvertrag mit Schultheiss Brauerei - Berlin 1980 Eingliederung in Brau und Brunnen - Dortmund |
| Brauerei H. W. Bettermann                        | Hagen                   | 1814 | 1971 | |
| Andreas-Brauerei                                 | Hagen-Haspe             | 1848 | 1995 | 1964 Beteiligung von Oetker Die Marke Andreas-Pils wurde von der Dortmunder Actien-Brauerei (DAB) noch bis 2016 gebraut und vertrieben. |
| Germania Brauerei Wilhelm Suer                   | Hagen                   | 1777 | 1961 | |
| Kloster-Brauerei F.&W. Pröpsting GmbH            | Hamm                    | 1735 | 1971 | 1971 - Übernahme (Nies-Gruppe) Brauerei Isenbeck - Hamm |
| Brauerei Isenbeck                                | Hamm                    | 1769 | 1989 | 1932 - Übernahme durch Nies-Gruppe 1989 - Produktionsverlagerung nach Paderborn |
| Westmark Brauerei                                | Waldfeucht-Haaren       | 1934 | 1977 | |
| Brauerei Hülsmann                                | Herne - Wanne-Eickel    | 1896 | 1989 | |
| Brauerei Hackert                                 | Herten-Westerholt       | 1933 | 1971 | |
| Brauerei Krekeler                                | Höxter                  | 1756 | 1970 | |
| Privatbrauerei Iserlohn                          | Iserlohn                | 1899 | 2014 | 1921 Übernahme durch Dortmunder Union Brauerei AG 1972 Dortmunder Union-Schultheiss Brauerei AG 1988 Brau und Brunnen 2004 Privatbrauerei Iserlohn |
| Brauerei Dykmanns                                | Kleve                   | 1850 | 1951 | |
| Dom-Brauerei                                     | Köln                    | 1894 | 2001 | 1939 Übernahme durch Stern-Brauerei Carl Funke AG - Essen 1998 Umbenennung in Dom-Brauerei Die Produktion wurde in die Brauerei Küppers Kölsch verlagert |
| Bergische Löwen-Brauerei AG                      | Köln-Mülheim            | 1890 | 2021 | 1921 Übernahme durch Dortmunder Union Brauerei AG 1972 Dortmunder Union-Schultheiss Brauerei AG 1988 Brau und Brunnen 2004 Radeberger Gruppe 2011 in Haus Kölscher Brautradition GmbH umbenannt Produktion erfolgt seit 2020 durch Cölner-Hofbräu Früh in Köln-Feldkassel. Beide Unternehmen bleiben Eigenständig.                |
| Balsam Brauerei                                  | Köln-Höhenhaus          | 1890 | 1956 | 1919 Fusion mit Bergische Löwen-Brauerei AG Produktionsverlagerung zu Bergische Löwen-Brauerei AG |
| Küppers Kölsch Brauerei                          | Köln                    | 1964 | 2005 | Inhaber Wicküler Brauerei 1990 Übernahme durch Grolsch-Brauerei - Enschede 1994 Übernahme durch Brau und Brunnen - Dortmund 2001 Übernahme durch Dom-Brauerei - Köln Die Produktion erfolgte weiter durch Haus Kölscher Brautradition - Brau und Brunnen                                                                          |
| Hubertus Brauerei                                | Köln                    | 1868 | 1995 | 1978 Übernahme durch Wehrhahn Gruppe 1995 Lohnsud bei Haus Kölscher Tradition 2022 Lohnsud bei Cölner Hofbräu |
| Gaffel Brauerei - Braustätte Eigelstein          | Köln                    | 1838 | 2015 | Die Produktion wurde in die Richmondis-Brauerei - nach Köln-Porz verlagert die im Jahre 1998 übernommen wurde. |
| Brauerei Heller                                  | Köln                    | 1991 | 2024 | Hellers Kölsch wird seither als Lohnsud von der Gaffel-Brauerei in Köln-Porz hergestellt. |
| Hannen-Brauerei                                  | Korschenbroich          | 1802 | 1975 | Produktionsverlagerung nach Mönchengladbach |
| Arminius Brauerei                                | Kohlstädt               | 1708 | 1964 | |
| Tivoli-Brauerei                                  | Krefeld                 | 1862 | 1986 | 1968 Übernahme durch Schwabenbräu Düsseldorf 1969 Umbenannt zum "Düsseldorfer Brauhaus" 1970 Übernahme durch Dortmunder Union Brauerei AG 1972 Dortmunder Union-Schultheiss Brauerei AG |
| Brauerei Wienges                                 | Krefeld                 | 1807 | 1983 | |
| Eichener Brauerei - Krombacher Brauerei          | Kreuztal-Eichen         | 1888 | 2014 | Die Produktion erfolgte weiter in der Brauerei Rolinck - Krombacher Brauerei und wurde 2017 aufgegeben |
| Brauerei Röhr                                    | Kreuzau                 | 1893 | 1998 | |
| Brauerei Dittmann                                | Langenberg              | 1867 | 1974 | |
| Ganser Brauerei                                  | Leverkusen              | 1868 | 2000 | Lohnsud in folgenden Braustätten - bis 2001 Küppers Kölsch Brauerei - Köln - bis 2018 im Haus-Kölscher-Brautradition - Köln |
| Hitdorfer Brauerei                               | Leverkusen-Hitdorf      | 1833 | 1984 | 1939 Übernahme durch Stern-Brauerei Carl Funke AG - Essen |
| Weißenburger Brauerei                            | Lippstadt               | 1832 | 1984 | 1971 Übernahme durch Nies-Gruppe 1984 Produktionsverlagerung nach Paderborn |
| Feldschlösschen Brauerei                         | Minden                  | 1888 | 1980 | 1951 Übernahme durch Schultheiss Brauerei AG Berlin 1972 Dortmunder Union-Schultheiss Brauerei AG |
| Brauerei Hensen                                  | Mönchengladbach         | 1865 | 1973 | Übernahme durch Brauerei Dietrich-Hoefel Düsseldorf |
| Privatbrauerei Peters & Bambeck                  | Monheim                 | 1847 | 2004 | Übernahme durch Brau und Brunnen Die Produktion der Marke Peters-Kölsch erfolgt weiter über die Radeberger Gruppe durch Cölner-Hofbräu Früh, die Produktion der Marke Düssel-Alt wurde eingestellt. |
| Felsquell-Brauerei                               | Monschau                | 1847 | 1994 | |
| Berg-Brauerei                                    | Mülheim                 | 1875 | 1995 | |
| Ibing Brauerei                                   | Mülheim                 | 1863 | 1968 | |
| Germania Brauerei F. Dieninghoff GmbH            | Münster                 | 1890 | 1984 | 1963 Übernahme durch Dortmunder Union Brauerei AG 1972 Dortmunder Union-Schultheiss Brauerei AG |
| Brauerei Westfalia Gebr. Hagedorn                | Münster                 | 1881 | 1953 | 1931 Übernahme durch Dortmunder Ritterbrauerei |
| Grenzmark Brauerei                               | Nettetal-Schaag         | 1809 | 1978 | |
| Neußer Brauhaus Hofmann                          | Neuss                   | 1929 | 1966 | |
| Brauerei Frankenheim - Warsteiner Gruppe         | Neuss-Holzheim          | 1991 | 2009 | Die Produktion der Marke Frankenheim-Alt erfolgt weiter in der Warsteiner-Gruppe. |
| Brauerei Cramer                                  | Nideggen-Wollersheim    | 1791 | 1987 | |
| Brauerei Meininghaus                             | Oberhausen              | 1870 | 1955 | 1955 Übernahme durch Stern-Brauerei Carl Funke AG - Essen |
| Kronenbrauerei Dieding                           | Ostenfelde              | 1859 | 1974 | |
| Schlegel-Scharpenseel-Brauerei AG                | Recklinghausen          | 1870 | 1975 | 1971 Übernahme durch Dortmunder Union Brauerei AG |
| Brauerei Kipper                                  | Remscheid               | 1837 | 1993 | |
| Brauerei Helle                                   | Rüthen                  | 1525 | 1969 | |
| Brauerei Müller                                  | Schöppingen             | 1869 | 1978 | |
| Brauerei Schwelm                                 | Schwelm                 | 1830 | 2011 | |
| Rixen Brauerei                                   | St. Tönis               | 1837 | 1984 | |
| Brauerei Beckmann                                | Solingen                | 1753 | 1989 | 1972 Fusion mit Aktienbrauerei Ohligs 1972 Aktienbrauerei Beckmann |
| Aktienbrauerei Ohligs                            | Solingen-Ohligs         | 1898 | 1991 | 1899 Gründung als 100% Tochter der Brauerei Beckmann 1972 Fusion mit Brauerei Beckmann Solingen 1972 Aktienbrauerei Beckmann 1991 Übernahme durch Brau und Brunnen |
| Ketschenburg-Brauerei                            | Stolberg (Rheinland)    | 1817 | 1985 | |
| Linden-Adler Brauerei                            | Unna                    | 1859 | 1979 | 1966 Übernahme durch Hansa-Brauerei Dortmund 1971 Übernahme durch Dortmunder Actien-Brauerei - Dortmund Produktionsverlagerung nach Dortmund |
| Lohbusch Bräu                                    | Viersen                 | 1869 | 1993 | |
| Schlossbrauerei                                  | Waldniel                | 1890 | 1996 | |
| Kronenbrauerei Hadering                          | Wesel-Büderich          | 1392 | 1981 | |
| Hannen-Brauerei                                  | Willich                 | 1725 | 1975 | Produktionsverlagerung nach Mönchengladbach |
| Adler Brauerei                                   | Wuppertal               | 1858 | 1973 | 1972 Übernahme durch Wicküler Brauerei |
| Brauerei Bremme                                  | Wuppertal               | 1842 | 1992 | Übernahme durch Wicküler Brauerei 1990 Übernahme durch Grolsch-Brauerei - Enschede |
| Gesenberg Brauerei                               | Wuppertal               | 1858 | 1970 | Übernahme durch Wicküler Brauerei |
| Feldschlößchen Brauerei                          | Wuppertal               | 1876 | 1971 | Übernahme durch Wicküler Brauerei |
| Waldschloss Brauerei                             | Wuppertal               | 1867 | 1988 | 1967 Übernahme durch Wicküler Brauerei |
| Wicküler Brauerei                                | Wuppertal               | 1845 | 1994 | 1990 Übernahme durch Grolsch-Brauerei - Enschede 1994 Übernahme durch Brau und Brunnen - Dortmund Produktion weiter in Dortmunder Actien-Brauerei |
| Brauerei Tienes                                  | Wuppertal               | 1861 | 1969 | |
| Brauerei Höfenquell                              | Wuppertal               | 1858 | 1954 | |
| Phönix Brauerei Oberhoff                         | Wuppertal               | 1842 | 1956 | |
| Brauerei Schmerenbeck Wuppertal                  | Wuppertal               |      |      | |

## Belege
1. ↑  Historisches Brauereiverzeichnis Deutschland. Klaus Ehm, abgerufen am 26. November 2022.
2. 1 2  Unsere Historie. aachener-brauhaus.de, abgerufen am 27. Juli 2023.
3. ↑  WALFISCH – Alte Aachener Brauerei Und Veranstaltungsstätte. In: Aachener Untergrund Kultur. 20. Februar 2010, abgerufen am 26. November 2022.
4. ↑  Historisches Brauereiverzeichnis Deutschland. Klaus Ehm, abgerufen am 26. November 2022.
5. ↑  Historisches Brauereiverzeichnis Deutschland. Klaus Ehm, abgerufen am 28. April 2023.
6. ↑  Historisches Brauereiverzeichnis Deutschland. Klaus Ehm, abgerufen am 26. November 2022.
7. ↑  Historisches Brauereiverzeichnis Deutschland. Klaus Ehm, abgerufen am 26. November 2022.
8. ↑  Historisches Brauereiverzeichnis Deutschkabd. Klaus Ehm, abgerufen am 26. November 2022.
9. ↑  Klaus Ehm: Historisches Brauereiverzeichnis Deutschland. Abgerufen am 23. Dezember 2022.
10. 1 2 3 4  Hoppenstedt (Hrsg.): Brauereien und Mälzereien in Europa 1971 / 1972.
11. ↑  Oeventroper Brauerei - Eine Familiengeschichte. Sgv Oeventrop, abgerufen am 27. November 2022.
12. ↑  Klaus Ehm: Historisches Brauereiverzeichnis Deutschland. Abgerufen am 23. Dezember 2022.
13. ↑  Kölschmarken, Severins Kölsch. In: Kölsch in Kölsch-net. Abgerufen am 25. November 2022.
14. ↑  Kölschmarken, Lüpges Kölsch - Unternehmensgeschichte. In: Kölsch in Kölsch-net. Abgerufen am 26. November 2022.
15. ↑  Kölschmarken, Römerkölsch. Kölsch in Kölsch-net, abgerufen am 26. November 2022.
16. ↑  Aktion gutes Bier - Münsterland. Aktion gutes Bier, abgerufen am 27. November 2022.
17. ↑  130 Jahre Schlegel-Brauerei in Bochum. Vereinigung für Heimatkunde Bochum e. V., abgerufen am 27. November 2022.
18. ↑  130 Jahre Schlegel-Brauerei in Bochum. In: 1985 Bochumer Heimatbuch. Vereinigung für Heimatkunde Bochum e. V., abgerufen am 27. November 2022.
19. ↑  Klaus Ehm: Historisches Brauereiverzeichnis Düsseldorf. Abgerufen am 24. Dezember 2022.
20. ↑  Klaus Ehm: Historisches Brauereiverzeichnis Deutschland. Abgerufen am 24. Dezember 2022.
21. ↑  Sieg-Rheinische Germania-Brauerei A.-G. Abgerufen am 24. Dezember 2022.
22. ↑  Sieg Rheinische Germania Brauerei AG. Abgerufen am 24. Dezember 2022.
23. ↑  Unternehmensgeschichte der Friedrich Giesler'schen Brauerei. In: Kölsch in Kölsch-net.de. Abgerufen am 25. November 2022.
24. ↑  Kölschmarken. In: Kölsch in Kölsch-net. Abgerufen am 25. November 2022.
25. ↑  Rose Brauerei. Wulfen Wiki, abgerufen am 28. November 2022.
26. ↑  How to Beer: Eine Zeitreise durch Dortmund. Brille und Bier, 31. Januar 2021, abgerufen am 29. November 2022.
27. ↑  How to Beer: Eine Zeitreise durch Dortmund. Brille und Bier, 31. Januar 2021, abgerufen am 29. November 2022.
28. ↑  How to Beer: Eine Zeitreise durch Dortmund. Brille und Bier, 31. Januar 2022, abgerufen am 29. November 2022.
29. ↑  "Frisch gezapft" im Museum. Rheinische Post, 18. September 2008, abgerufen am 3. Dezember 2022.
30. 1 2 3 4 5  Hoppenstedt (Hrsg.): Brauereien und Mälzereien in Europa 1971/72. S. 105.
31. ↑  Historisches Brauereiverzeichnis Deutschland. Klaus Ehm, abgerufen am 4. Dezember 2022.
32. ↑  Das Möhker macht dicht - nach 184 Jahren. Rheinische Post, abgerufen am 4. Dezember 2022.
33. ↑  Historisches Brauereiverzeichnis Deutschland. Klaus Ehm, abgerufen am 4. Dezember 2022.
34. ↑  Brauerei Gatzweiler. Klaus Lipinski, abgerufen am 25. November 2022.
35. ↑  Hirschbrauerei AG. DWA - Deutsche Wertpapierauktionen GmbH, abgerufen am 29. November 2022.
36. ↑  Klaus Schiefer: Wirtschaftsgeschichte 011: Brauerei Gebr. Dieterich AG, Düsseldorf. lokalkompass, 6. Februar 2011, abgerufen am 3. Dezember 2022.
37. ↑  Brauereigeschichten aus dem Ruhrgebiet. Aktion Gutes Bier, abgerufen am 6. Dezember 2022.
38. ↑  Bürger Kölsch, die Geschichte. dasKölsch, abgerufen am 29. November 2022.
39. ↑  Schöffen Kölsch. In: Viva Colonia Fotografie - VC Foto. Abgerufen am 29. November 2022.
40. ↑  Kölschmarken auf „Kölsch in Kölsch-net“ (Memento vom 25. November 2022 im Internet Archive)
41. ↑  Gesellschaft für Geschichte des Brauwesens e. V. (Hrsg.): Brauhistorische Mitteilungen. Dezember 2020, 5ter Jahrgang Nr. 3 Auflage. S. 13.
42. ↑  Verschwundene Orte - Die Brauerei an der Langen Straße. Rheinische Post, 29. August 2014, abgerufen am 3. Dezember 2022.
43. ↑  Andreas-Brauerei (Hagen), westfalen.museum-digital.de, abgerufen am 23. November 2022
44. ↑  Historisches Brauereiverzeichnis Deutschland. Klaus Ehm, abgerufen am 3. Dezember 2022.
45. ↑  Brauereien in und um Lippstadt. In: historisches-lippstadt.de. Abgerufen am 4. Dezember 2022.
46. ↑  Biertradition in Haaren. In: Outdooractive. 13. Juli 2021, abgerufen am 6. November 2022.
47. ↑  Hülsmann Brauerei. Digitales Geschichtsbuch für Herne und Wanne-Eickel, abgerufen am 6. Dezember 2022.
48. ↑  Historisches Brauereiverzeichnis Deutschland. Klaus Ehm, abgerufen am 26. November 2022.
49. ↑  Historisches Brauereiverzeichnis Deutschland. Klaus Ehm, abgerufen am 6. Dezember 2022.
50. ↑  Klaus Ehm: Historisches Brauereiverzeichnis Deutschland. Abgerufen am 25. Dezember 2022.
51. ↑  Hubertus Brauerei, Köln. koelsch-net, abgerufen am 6. Dezember 2022.
52. ↑  Unternehmensgeschichte der Obergärigen Brauerei in der Gaffel. In: Kölsch in Kölsch-net. 10. Januar 2020, abgerufen am 25. November 2022.
53. ↑  Steffen Potratz-Heller: Braubetrieb wird eingestellt – Gastro geht weiter!!! Brauerei Heller GmbH, 21. Februar 2024, abgerufen am 5. August 2025.
54. ↑  Uwe Hellberg: »Hermanns-Bier« kam aus Kohlstädt. Abgerufen am 25. Dezember 2022.
55. ↑  Bier-Tradition: Vergiss es nie – Dein Tivoli. In: Historisches Inrath. Rolf Roosen, 4. September 2012, abgerufen am 3. Dezember 2022.
56. ↑  reinhold schäfer: Brauerei Wienges. Abgerufen am 25. Dezember 2022.
57. ↑  Brauhaus Röhr - Kreuzau. Michael Spoden, abgerufen am 6. Dezember 2022.
58. ↑  Unternehmensgeschichte der Brauerei Ganser / Deutsches Brauhaus. In: Kölsch in Kölsch-net.de. Abgerufen am 25. November 2022.
59. ↑  Hitdorfer Brauerei. Werner Knorn, abgerufen am 6. Dezember 2022.
60. ↑  Brauereien in und um Lippstadt. Jörg Rosenthal, abgerufen am 6. Dezember 2022.
61. ↑  Aktienbrauerei Feldschlösschen. Albert Gießler, abgerufen am 6. Dezember 2022.
62. ↑  Brauereien in der heutigen Stadt Mönchengladbach. Rolf Hütten,, abgerufen am 3. Dezember 2022.
63. ↑  Das Monschauer Felsenkeller Brauerei-Museum. Gabriele Harzheim, abgerufen am 6. Dezember 2022.
64. ↑  Germania Brauerei. In: MünsterWiki. Abgerufen am 27. November 2022.
65. ↑  Deutschland, Deine Brauereien! Abgerufen am 10. Dezember 2022.
66. ↑  Historisches Brauereiverzeichnis Deutschland. Abgerufen am 26. Dezember 2022.
67. ↑  Klaus Ehm: Historisches Brauereiverzeichnis Deutschland. Abgerufen am 26. Dezember 2022.
68. ↑  Rund um die Burg. Jahrbuchverlag Foester & Partner Hubertus Foester e. K., abgerufen am 6. Dezember 2022.
69. ↑  Brauerei Meininghaus in Sterkrade. Aktion gutes Bier, abgerufen am 6. Dezember 2022.
70. ↑  Aktion gutes Bier - Münsterland. In: Aktion gutes Bier. Abgerufen am 27. November 2022.
71. ↑  130 Jahre Schlegel-Brauerei in Bochum. In: 1985 Bochumer Heimatbuch. Vereinigung für Heimatkunde Bochum e. V., abgerufen am 27. November 2022.
72. ↑  Klaus Ehm: Historisches Brauereiverzeichnis Deutschland. Abgerufen am 26. Dezember 2022.
73. ↑  Aktion gutes Bier - Münsterland. Aktion gutes Bier, abgerufen am 27. November 2022.
74. ↑  Auf den Spuren ehemaliger Brauereien. Kreis Viersen, 30. April 2021, abgerufen am 3. Dezember 2022.
75. ↑  Brauerei Beckmann. Abgerufen am 25. Dezember 2022.
76. ↑  Geschichtsdaten zur Brauereigeschichte von Unna LINDENBRAUEREI. Abgerufen am 25. Dezember 2022.
77. ↑  Klaus Ehm: Historisches Brauereiverzeichnis Deutschland. Abgerufen am 25. Dezember 2022.
78. ↑  GN-History: Schlossbrauerei wäre 140 Jahre alt. In: unserort.de. Abgerufen am 3. Dezember 2022.
79. ↑  Kleine Brauerei – große Aufregung. Bergische Blätter, abgerufen am 27. November 2022.
80. ↑  Klaus Ehm: Historisches Brauereiverzeichnis Deutschland. Abgerufen am 25. Dezember 2022.
81. ↑  Klaus Ehm: Historisches Brauereiverzeichnis Deutschland. Abgerufen am 25. Dezember 2022.
82. ↑  Historische Firmen in Barmen. Abgerufen am 10. Dezember 2022.
83. ↑  Klaus Ehm: Historisches Brauereiverzeichnis Deutschland. Abgerufen am 25. Dezember 2022.
84. ↑  Klaus Ehm: Historisches Brauereiverzeichnis Deutschland. Abgerufen am 25. Dezember 2022.
85. ↑  Klaus Ehm: Historisches Brauereiverzeichnis Deutschland. Abgerufen am 25. Dezember 2022.